# Giuseppe Amisani
Giuseppe Amisani bekend als de Schilder der Koningen (Mede, 7 december 1881 - Portofino, 8 september 1941) was een Italiaans kunstschilder. Hij maakte vooral naam met zijn vele, vaak sensuele portretten van vrouwen. Amisani is ook bekend als "de schilder van koningen" en "de dichter van Portofino".

## Leven en werk

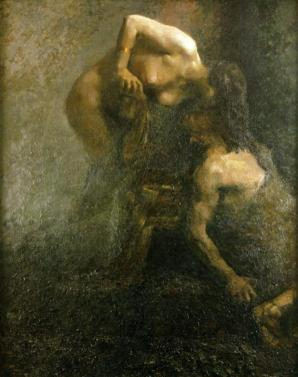
Cleopatre luxe, 1901

Amisani volgde eerst een technische basisopleiding, maar ging vervolgens naar de Academia de Brera in Milaan, waar hij student was bij portretschilder Cesare Tallone. Aanvankelijk werkte hij vooral in de stijl van de romantiek en schilderde historische en mythologische taferelen. Met zijn allegorische Cleopatre luxe (1901) won hij de 'Prix Milius'. Vanaf 1906 integreerde hij onder invloed van onder andere Umberto Boccioni steeds nadrukkelijker ook modernistische elementen in zijn werk. Hij werd beïnvloed door de art nouveau, maar ook door het impressionisme. Vanaf die tijd maakte hij vooral naam met zijn vrouwenportretten, met veel nadruk op sensualiteit en decadentie. In 1912 won hij de 'Prix Fumagalli' (Academie van Brera) met een portret van Lyda Borelli. In de periode 1908-1918 verbleef hij veelvuldig in Brazilië, te São Paulo, waar hij met zijn portretteerkunst veel succes oogstte bij de beaumonde.
Na de Eerste Wereldoorlog legde Amisani zich in toenemende mate ook toe op landschapsschilderkunst en maakte reizen naar Engeland en Noord-Afrika. Van 1924 tot 1926 verbleef hij in Egypte, waarna ook invloeden van het oriëntalisme in zijn werk doordrongen. Te Cairo schilderde hij een bekend geworden portret van Faroek van Egypte en in Alexandrië werkte aan de decoratie van het Koninklijk Paleis.
In de jaren dertig richtte Amisani zich opnieuw op de portretschilderkunst, veelal in opdracht van hooggeplaatste personen in Engeland en Italië. Hij overleed in 1941 aan kanker, op 59-jarige leeftijd, te Portofino.
Werk van Amisani is te zien in tal van Italiaanse musea, zoals het Museum bij het Scala-theater en de Galleria d'Arte Moderna in Milaan, het Uffizi en het Palazzo Pitti in Florence en de Musei Civici di Monza, alsook in Brazilië, bijvoorbeeld in het Museu de Arte de São Paulo en de Pinacoteca do Estado te São Paulo.

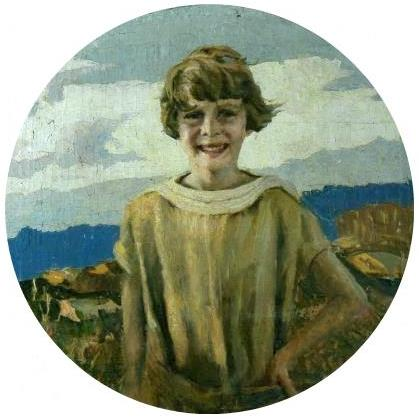
Ritratto del Re d'Egitto Farouk bambino
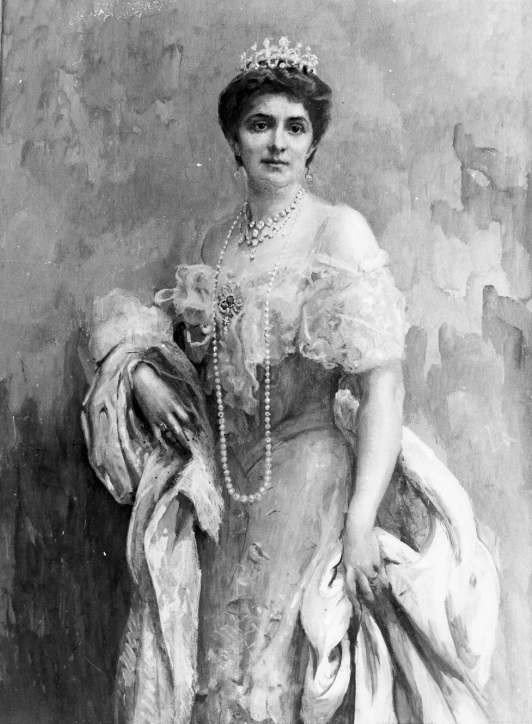
Regina d'Italia Elena, Palazzo della Farnesina, Ministero Italiano degli Esteri
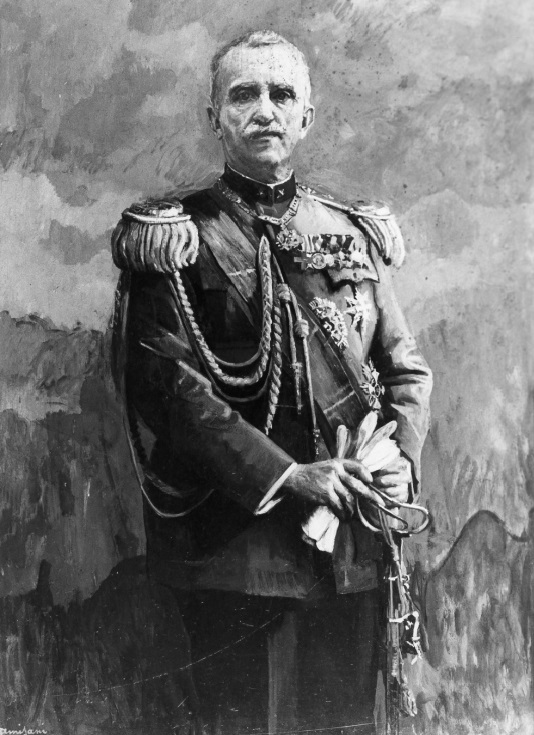
Re d'Italia Vittorio Emanuele III, Palazzo della Farnesina, Ministero Italiano degli Esteri
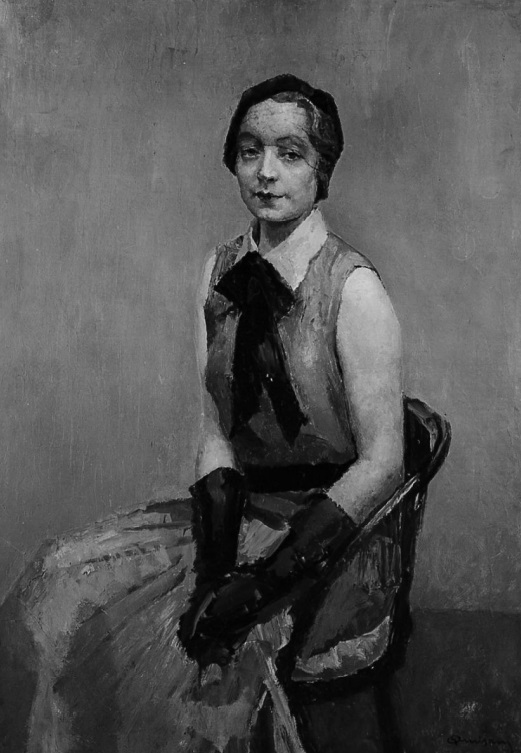
Ritratto di Caterina, Museo degli Uffizi, Palazzo Pitti, Firenze
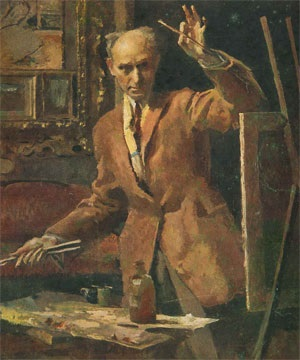
Autoritratto, Museo degli Uffizi, Palazzo Pitti, Firenze
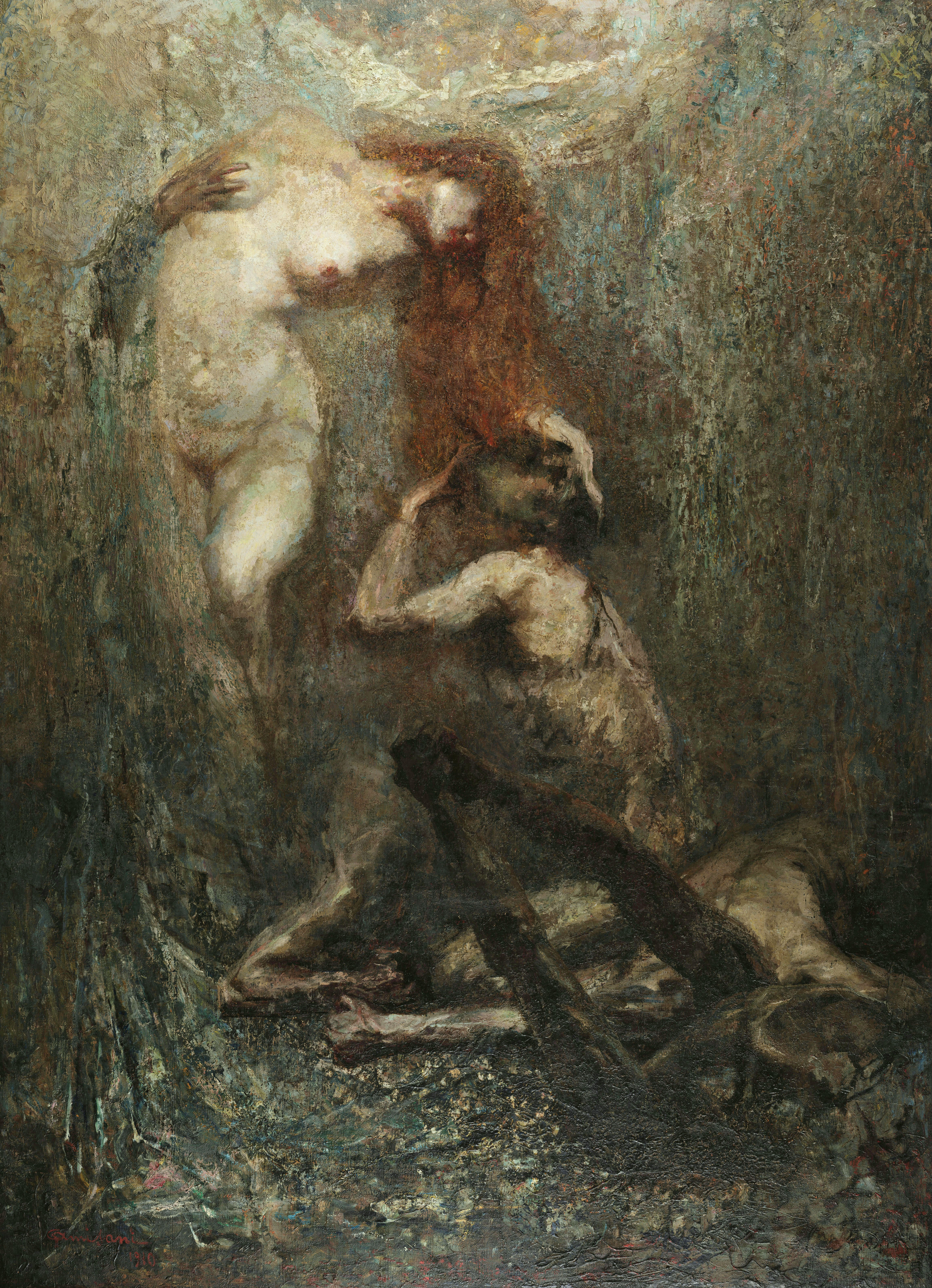
La Culla Tragica, Pinacoteca do Estado de São Paulo, Brasile
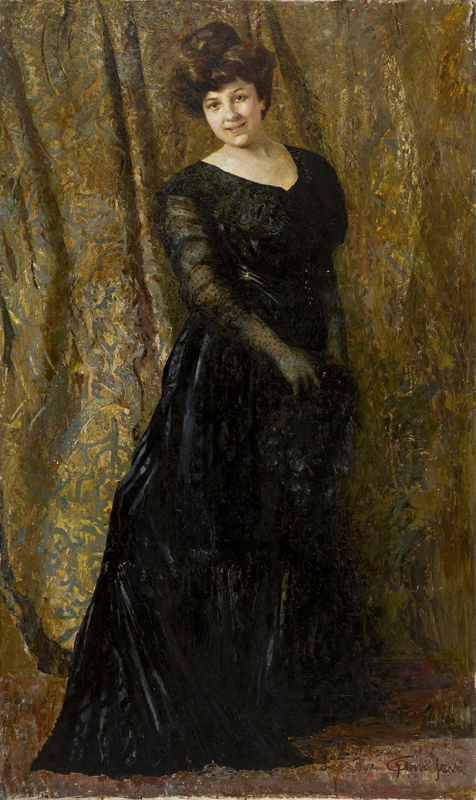
Signora in piedi, Pinacoteca do Estado de São Paulo, Brasile

## Kunstmarkt
Giuseppe Amisani werd internationaal erkend als een van de belangrijkste kunstenaars van zijn tijd. Tegenwoordig wordt een olieverfschilderij op karton van Amisani vaak verkocht voor tussen de 15.000 en 80.000 euro, maar sommige kunstgalerijen stellen zijn werken zelfs tentoon voor wel 15 miljoen euro.
De meest waardevolle en gewilde werken van Giuseppe Amisani zijn portretten van vrouwen.

## Portretten

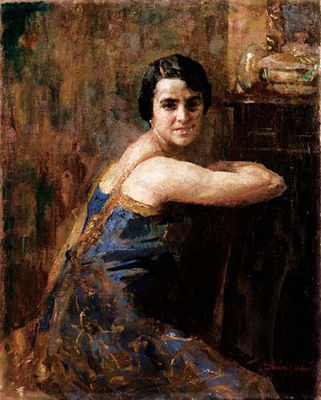
Vrouwenfiguur
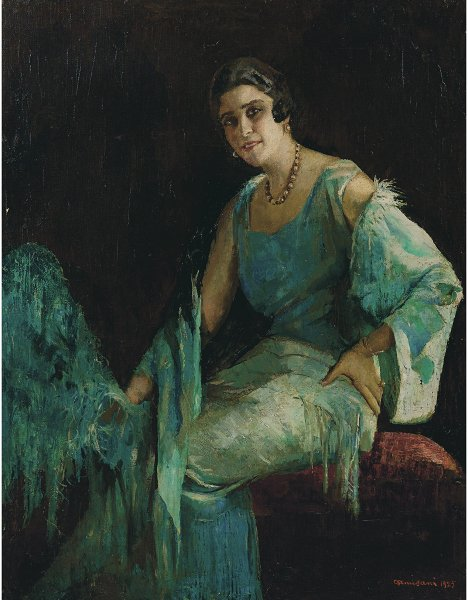
Vera Vergani
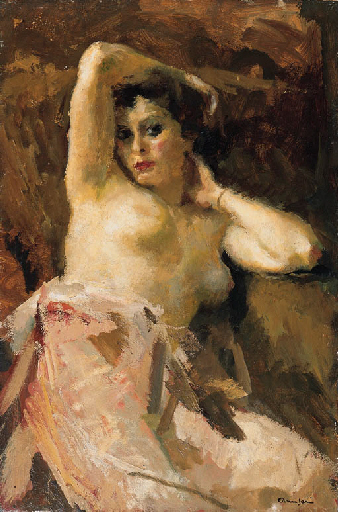
Naakt
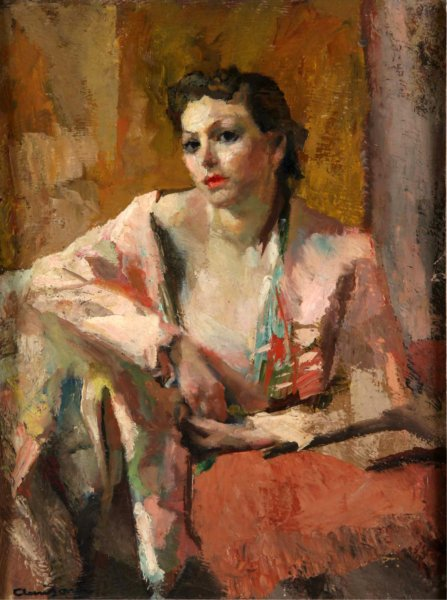
Riri in roze vest
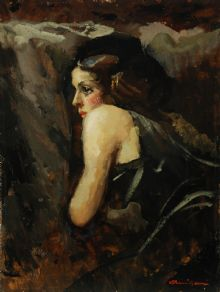
Vrouw in profiel
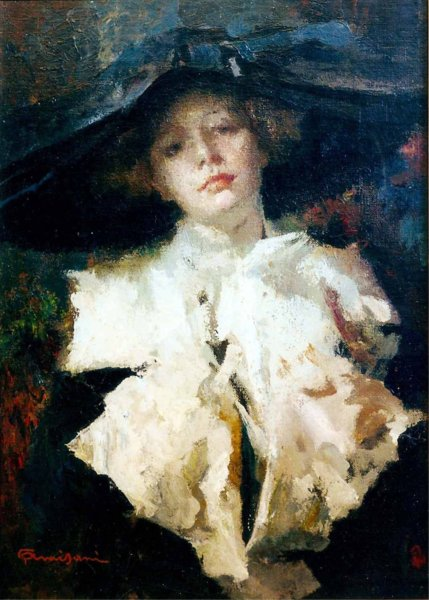
Lyda Borelli
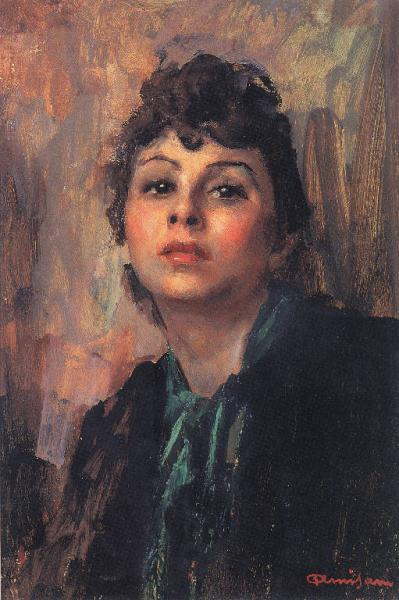
Het model
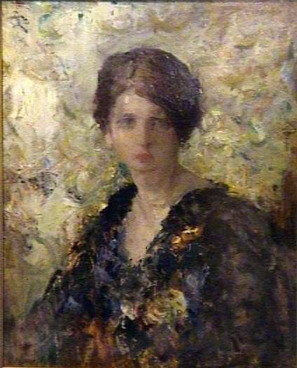
Portret
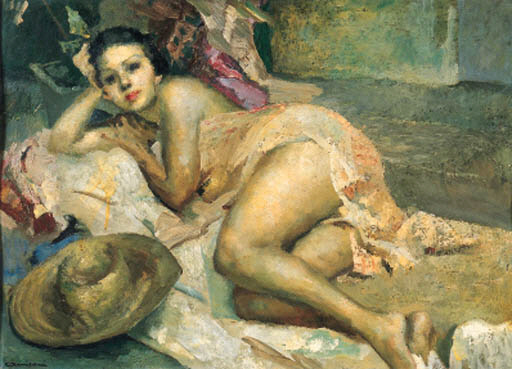
Vrouw liggend in het interieur
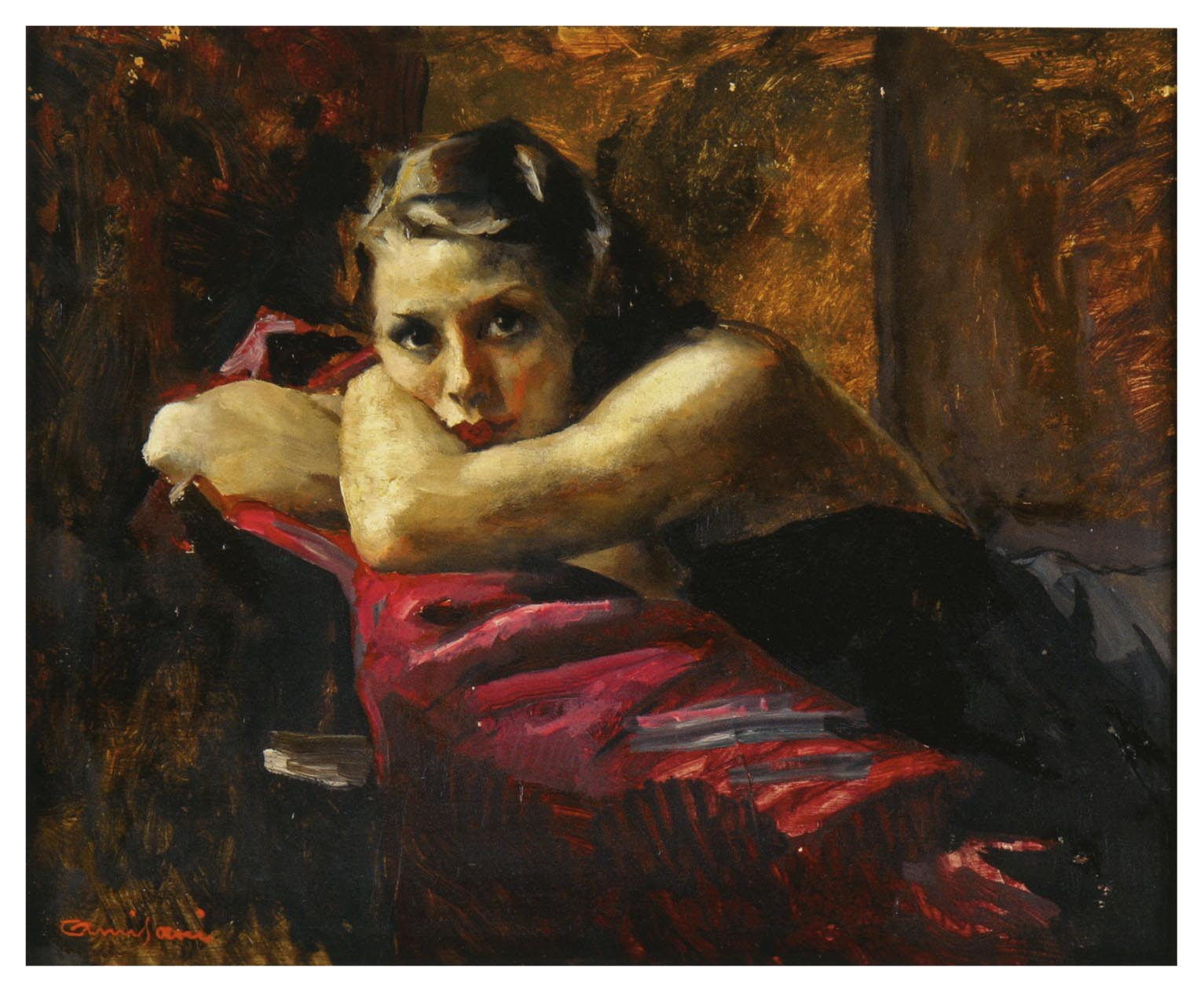
Riri
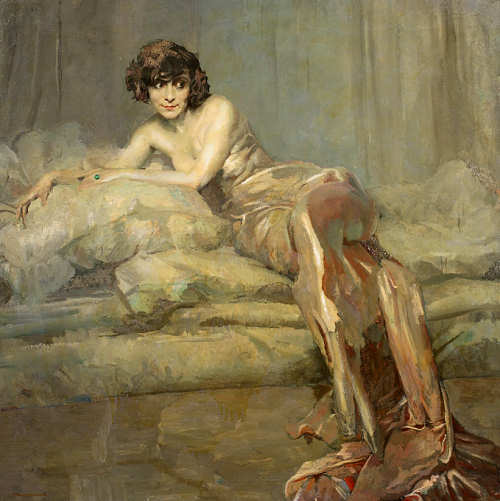
Dame in grijs (Maria Melato)

## Stijl
Giuseppe Amisani heeft de grote verdienste te hebben gebroken met de traditie en zijn eigen schilderij te hebben gemaakt, de werkelijkheid te hebben beleefd, een kern van nieuwe emoties aan een thema te hebben toegeschreven. Zijn schilderij heeft de frisheid en het gemak van een uitdrukking die uit de natuur is gehaald en snel op het doek is gefixeerd; hij slaagt erin de figuren plastisch te modelleren met enkele gebaren en kleur te gebruiken met materiële penseelstreken. Deze fundamentele gave van hem als directe schilder heeft hem altijd weggehouden van intellectualistische theorieën en afwijkingen. Amisani is een kunstenaar die moet schilderen wat hij ziet, wetende hoe hij de werkelijkheid moet begrijpen en deze snel kan vertalen volgens zijn innerlijke visie. Zijn grote schilderij, sappig en korrelig, configureert en definieert alles in vlakken en punten: het is van een los en onmiddellijk realisme dat tenslotte steviger geënt is op de oude stroming van het laat-Italiaanse impressionisme van Francesco Filippini die was de ware meester, vader van de Filippinism artistieke beweging, maar die overging van Tranquillo Cremona naar Emilio Gola.